# Parafia św. Jakuba Większego w Gromadnie
Parafia św. Jakuba Większego w Gromadnie – rzymskokatolicka parafia w dekanacie Łobżenica diecezji bydgoskiej. Została prawdopodobnie utworzona w XIII wieku. 

## Zasięg parafii
Do parafii należą wierni z miejscowości: Dobrzyniewo, Falmierowo, Gromadno, Kruszki, Kościerzyn Wielki (część), Młotkówko (część), Polinowo oraz Szczerbin.

## Proboszczowie
Źródło:
- Marcin Toczkiewicz 1653
- Jerzy Lank 1686
- Joachim Reich 1695–1718
- Maciej Pokrzywnicki 1745
- Franciszek Zdaliński od 1757
- Piotr Ryski 1806–1808
- Wawrzyniec Łukowski 1809–1810
- Wincenty Gawełkiewicz 1812
- Józef Kręski od 1814/1821/
- Tomasz Trebintz do 1825
- Franciszek Adfeld 1828–1832
- Piotr Hubert 1832–1836
- Michał Kentzer 1838–1843
- Józef Manske 1844–1890
- Edmund Byczyński 1890–1921
- Józef Domerecki od 1912 wikariusz, od 1918 administrator, od 1921 proboszcz, zamordowany przez hitlerowców jesienią 1939
- Stanisław Goliwąs 1945–1968
- Stanisław Domagalski 1968–1986
- Tomasz Szary 1986–2011
- Andrzej Kalita 2011–2024
- Sławomir Bromberek od 2024